# День торта та кунілінгуса
День торта і кунілінгуса — сатиричне свято, яке відзначається 14 квітня як жіноча відповідь День стейка і мінету, який відзначають 14 березня (і який, своєю чергою, заснований для «компенсації» чоловікам Дня святого Валентина). Він був створений у 2006 році вебдизайнеркою, письменницею та режисеркою Ms. Naughty, і відтоді був прийнятий у багатьох країнах як день, щоб підкреслити жіноче задоволення та шанувати жінок.

## Події
У цей день жінки мають отримати в подарунок торт і задоволення від кунілінгусу.. Подібно до Дня стейка та мінету, який використали для поширення обізнаності про рак молочної залози, День торта і кунілінгуса був призначений для підтримки благодійних організацій, таких як Prostate Cancer Foundation.

## Історія
У 2006 році вебдизайнерка, письменниця та режисерка Naughty опублікувала у своєму блозі допис, проголошуючи цей день. Вона написала: «У жінок повинен бути день, коли вони можуть з'їсти стільки торта, скільки захочуть, і насолоджуватися, коли їхній клітор облизують без вагань».

## Реакція
Німецька щоденна газета Schwarzwälder Bote вважала цей день еквівалентом Дня шніцелів і мінетів (нім. Schnitzel und Blowjob Tag або нім. Schniblo, як його називають у Німеччині), тоді як Штерн вважав це «помстою» за останній. Німецький інтернет-портал news.de вважає, що «жінки просто чудові — і тому їх не можна шанувати та балувати достатньо днів на рік. Принаймні так вони думали, коли придумали День торта та кунілінгуса». Журнал про стиль життя Джолі порушив питання, чи повинен кожен день бути Днем торта і кунілінгуса. Шведська вечірня газета Expressen і вебжурнал Nyheter24 заявили, що це день святкування жіночого задоволення, тоді як Göteborgs-Posten перерахував цей день серед свят, які відзначаються у квітні. Платформа новин Mynewsdesk писала: «Є день тільки для нас, дівчата». Данська газета Ekstra Bladet підкреслює, що жіноче задоволення має бути пріоритетним. Норвезька інтернет-газета Nettavisen зазначила, що «походження дня є дещо невизначеним, але день відзначається більш-менш урочисто протягом кількох років».
В Іспанії ABC, El Confidencial і La Vanguardia вважають цей день Міжнародним днем кунілінгуса. Інформаційне агентство УНІАН запропонувало «почати з торта і букета квітів». Данська щоденна газета Politiken згадує про «жінок, які живуть настільки безрадісним життям, що їм доводиться мати річний ювілей у календарі, щоб з'їсти торт і відчути сексуальне задоволення». Український MPort.ua запропонував відзначати цей день 20 березня.
В Італії різні газети плуталися щодо походження дня. Il Fatto Quotidiano назвав цей день «вечіркою орального сексу лише для жінок» (італ. festa del sesso orale per sole donne).